# Punta Baja Airport
Punta Baja Airport är en flygplats i Chile.   Den ligger i provinsen Provincia General Carrera och regionen Región de Aisén, i den södra delen av landet, 1 500 km söder om huvudstaden Santiago de Chile. Punta Baja Airport ligger 211 meter över havet. Den ligger vid sjön Lago Buenos Aires.
Terrängen runt Punta Baja Airport är varierad. Trakten runt Punta Baja Airport är nära nog obefolkad, med mindre än två invånare per kvadratkilometer.. Närmaste större samhälle är Puerto Guadal, 9,2 km sydost om Punta Baja Airport.